# Landkreis Sigmaringen
Der Landkreis Sigmaringen liegt im Süden Baden-Württembergs. Der Landkreis bildet zusammen mit dem Bodenseekreis und dem Landkreis Ravensburg den Regionalverband Bodensee-Oberschwaben im Regierungsbezirk Tübingen. Der Landkreis wird auch als Dreiländerkreis bezeichnet, weil sein Territorium zu ähnlichen Anteilen zu den historischen Ländern Baden, Württemberg und Hohenzollern gehörte.

## Geographie

### Lage

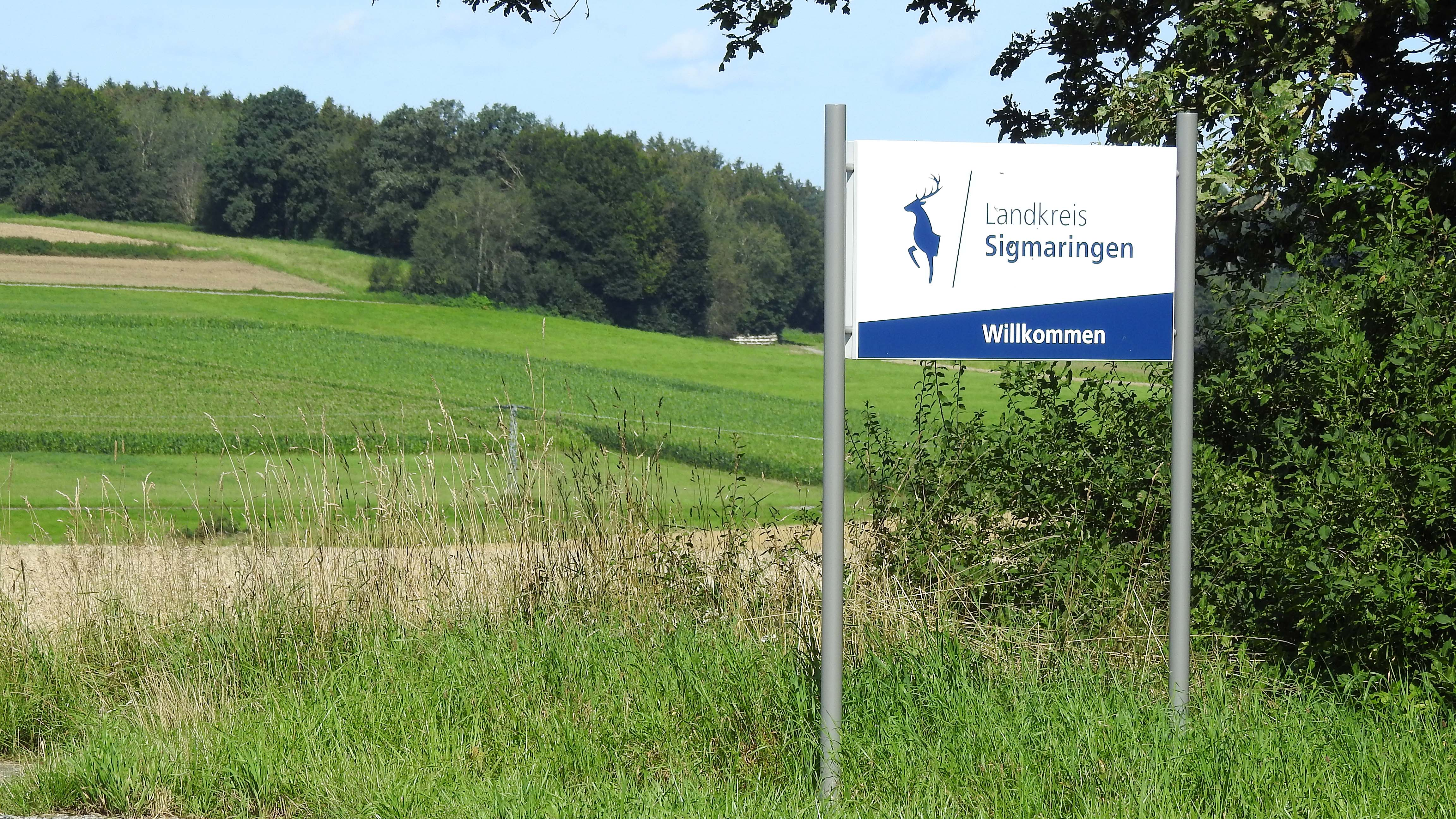
Willkommen im Landkreis Sigmaringen

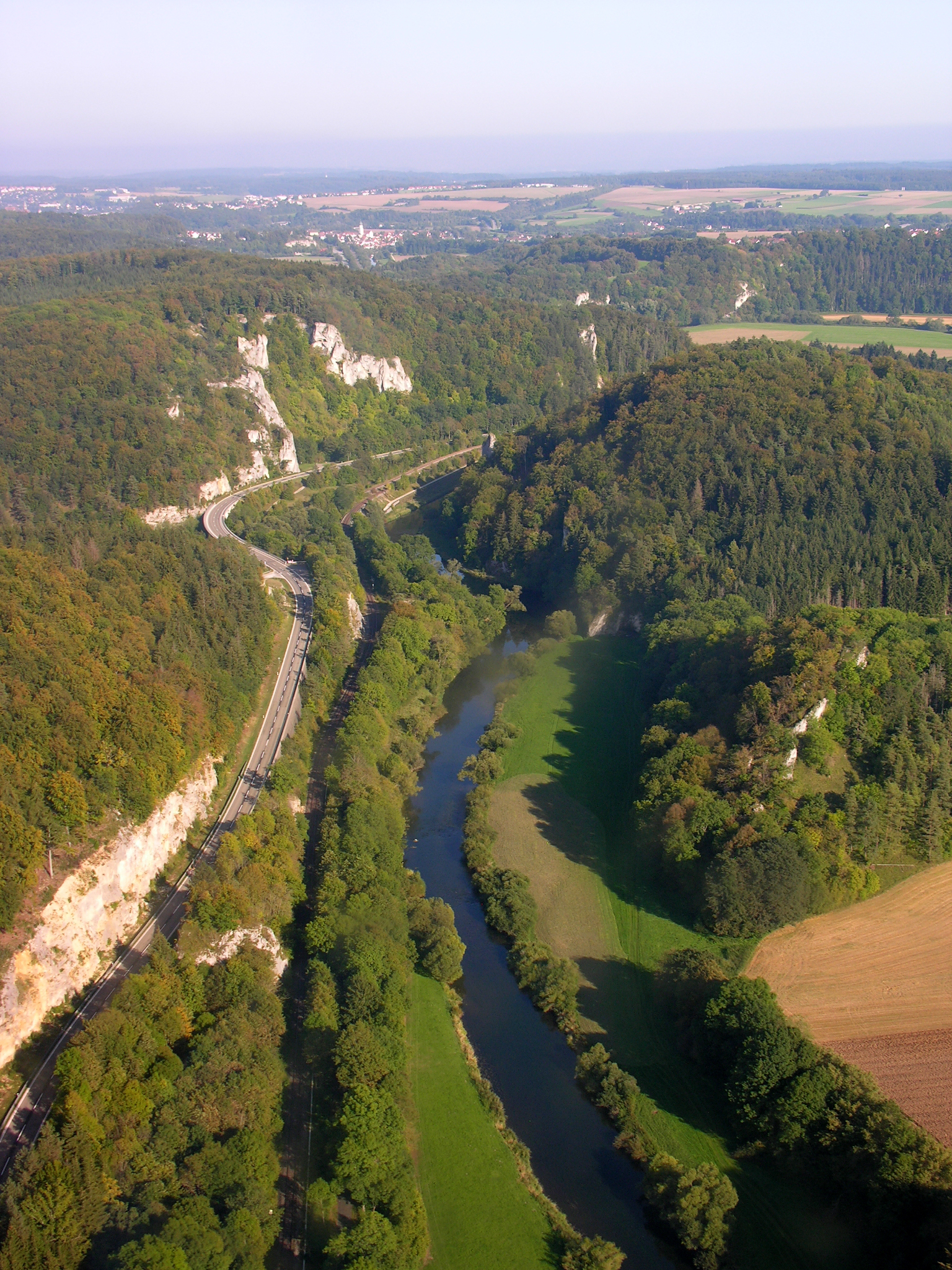
Ende des Durchbruchtales der Donau kurz vor Sigmaringen.

Der Landkreis Sigmaringen hat Anteile an der Schwäbischen Alb, Oberschwaben, dem Linzgau, dem Oberen Donautal und am Alpenvorland. Höchste Erhebung ist der Schnaitkapf bei Schwenningen mit 920,3 m ü. NHN, höchster nicht zur Schwäbischen Alb gehörender Berg ist mit 842,6 m ü. NHN der an seinem Südrand an der Grenze zum Bodenseekreis gelegene Höchsten. Der tiefste Punkt liegt an der Aach auf der Gemarkung von Herdwangen-Schönach mit 536,3 m ü. NHN. Geographischer Mittelpunkt des Landkreises ist der Wildpark Josefslust auf der Gemarkung von Sigmaringen. Die Europäische Hauptwasserscheide quert den südlichen Landkreis, südlich davon wird Richtung Bodensee/Rhein entwässert, nördlich Richtung Donau.

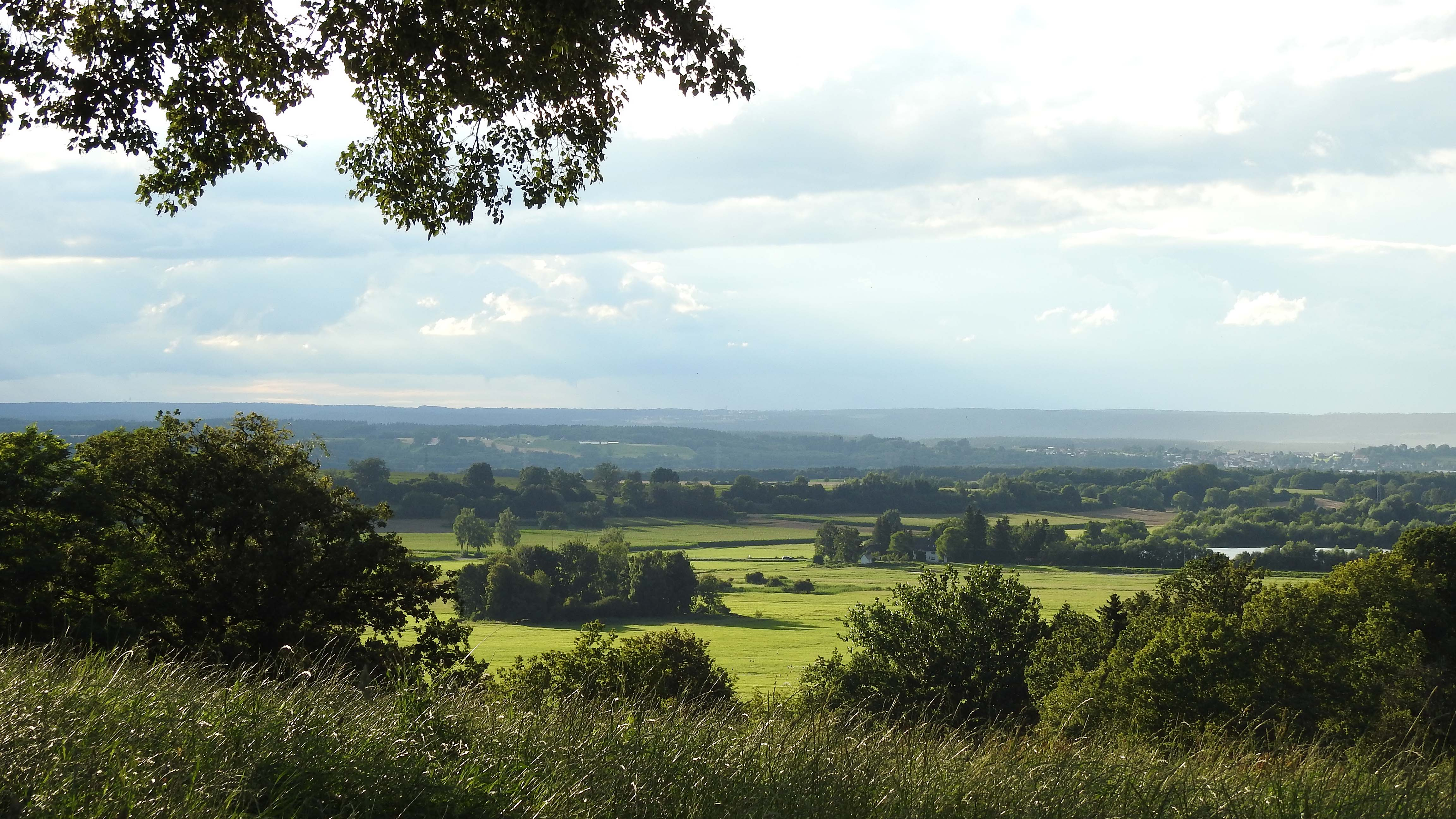
Blick über die Schwarzachtalseen und das Donautal zur Schwäbischen Alb vom Mühlberg bei Herbertingen

### Gewässer
Die Wasserläufe im Kreis:
- Ablach (33 km)
- Andelsbach (30 km)
- Donau (60 km)
- Fehla (11 km)
- Kehlbach (16 km)
- Lauchert (44 km)
- Linzer Aach (52 km)
- Ostrach (29 km)
- Ringgenbach (6,4 km)
- Schmeie (18 km)
- Schwarzach (ab Saulgau 11 km)

### Nachbarkreise
Der Landkreis Sigmaringen grenzt, im Norden beginnend im Uhrzeigersinn, an die Landkreise Reutlingen, Biberach, Ravensburg, Bodenseekreis, Konstanz, Tuttlingen und Zollernalbkreis.

### Natur
Der Landkreis Sigmaringen besitzt folgende 24 Naturschutzgebiete. Nach der Schutzgebietsstatistik der Landesanstalt für Umwelt, Messungen und Naturschutz Baden-Württemberg (LUBW) stehen 2212,31 Hektar der Kreisfläche unter Naturschutz, das sind 1,84 Prozent.
1. Blauen: 46,8 ha; Stadt Sigmaringen – Gemarkung Jungnau
2. Blochinger Ried: 27,8 ha; Stadt Mengen – Gemarkung Blochingen
3. Blochinger Sandwinkel: 26,6 ha; Stadt Mengen – Gemarkung Blochingen
4. Booser-Musbacher Ried: 96,4 ha (davon 30,5 ha im Landkreis Sigmaringen); Stadt Bad Saulgau – Gemarkungen Hochberg und Lampertsweiler
5. Egelsee-Ried: 5,3 ha; Stadt Pfullendorf – Gemarkung Großstadelhofen
6. Egelseewiesen: 48,0 ha; Gemeinde Wald – Gemarkungen Ruhestetten und Rothenlachen
7. Fehlatal: 55,2 ha; Stadt Gammertingen – Gemarkung Gammertingen, Gemeinde Neufra – Gemarkung Neufra, Stadt Hettingen – Gemarkung Hettingen
8. Feuchtwiesen Schwandorf: 15,0 ha; Gemeinde Sauldorf – Gemarkung Boll
9. Herdle: 63,9 ha; Gemeinde Neufra – Gemarkung Neufra
10. Kreuzäcker: 19,1 ha; Stadt Pfullendorf – Gemarkung Denkingen
11. Kreuzbühl: 4,3 ha; Stadt Meßkirch – Gemarkung Rohrdorf
12. Morgenweide: 38,5 ha; Gemeinde Inzigkofen – Gemarkung Inzigkofen
13. Ölkofer Ried: 368,9 ha; Gemeinde Hohentengen – Gemarkungen Hohentengen und Ölkofen und Gemeinde Herbertingen – Gemarkung Herbertingen
14. Pfrunger-Burgweiler Ried: 1508,1 ha (davon 865 ha im Landkreis Sigmaringen); Gemeinde Ostrach – Gemarkung Ostrach
15. Ruhestetter Ried: 132,3 ha; Gemeinde Wald – Gemarkung Ruhestetten, Gemeinde Herdwangen-Schönach – Gemarkung Herdwangen und Stadt Pfullendorf – Gemarkung Aach-Linz
16. Ruschweiler und Volzer See: 70,6 ha; Gemeinde Illmensee – Gemarkungen Ruschweiler und Illmensee
17. Sauldorfer Baggerseen: 144 ha (davon 124 ha im Landkreis Sigmaringen); Gemeinde Sauldorf – Gemarkung Sauldorf
18. Schwackenreuter Baggerseen-Rübelisbach: 104 ha (davon 27,2 ha im Landkreis Sigmaringen); Gemeinde Sauldorf – Gemarkungen Sauldorf und Boll
19. Schwarzes Moos: 11,0 ha; Gemeinde Ostrach – Gemarkung Habsthal
20. Taubenried: 136,5 ha; Gemeinde Ostrach – Gemarkungen Burgweiler, Magenbuch und Kalkreute sowie Stadt Pfullendorf – Gemarkung Pfullendorf
21. Untere Au: 20,0 ha; Stadt Sigmaringen – Gemarkung Laiz
22. Waltere Moor: 97 ha, (davon 23,8 ha im Landkreis Sigmaringen); Gemeinde Sauldorf – Gemarkung Sauldorf
23. Wasenried: 11,0 ha; Gemeinde Bingen – Gemarkung Bingen und Stadt Sigmaringen – Gemarkung Sigmaringen
24. Zielfinger Vogelsee: 45,5 ha; Stadt Mengen – Gemarkung Rulfingen und Gemeinde Sigmaringendorf – Gemarkung Sigmaringendorf

### Flächennutzung
49,5 Prozent der Fläche des Landkreises werden als landwirtschaftliche Flächen genutzt, etwa 39 Prozent sind mit Wald bedeckt. Die 46.600 Hektar Wald im Landkreis gliedern sich nach folgenden Waldbesitzern:
- Kommunalwald (39 %)
- Großprivatwald (38 %)
- Kleinprivatwald (16 %)
- Kirchenwald (4 %)
- Staatswald (2 %)
- Bundeswald (1 %)

Die 25 Gemeinde- und 63 Kirchenwälder umfassen insgesamt 19.600 Hektar, 1.100 Hektar Staatswald, rund 17.000 Hektar Großprivatwald der ehemaligen Fürstenhäuser (Graf Douglas / Prinz zu Fürstenberg, Hofkammer Altshausen, Unternehmensgruppe Fürst von Hohenzollern – Forst und Gräflich Königsegg’sche Betrieb) sowie 7.900 Hektar Privatwald von über 6.000 Kleinprivatwaldbesitzern. Der vom Bund bewirtschaftet Wald liegt im militärischen Sperrgebiet (Truppenübungsplatz Heuberg). Im Staatswald des Kreises liegen 440 Hektar Bannwald, der vollkommen sich selbst überlassen wird. Seit 1991 entsteht im Pfrunger-Burgweiler Ried das größte zusammenhängende Bannwaldgebiet Baden-Württembergs. Schutzgebiete in Natur- und Landschaftsschutz im Landkreis, die überregionale Bedeutung haben, sind das „Obere Donautal“ und das „Pfrunger-Burgweiler Ried“.
Die Baumartenverteilung im Landkreis Sigmaringen ist wie folgt:
- Fichte (58 %)
- Buche (21 %)
- Eiche (4 %)
- Kiefer (3 %)
- Lärche (3 %)
- Tanne (2 %)
- Douglasie (1 %)
- sonstige Laubbäume (6 %)
- sonstige Nadelbäume (2 %)

Der Holzvorrat im Landkreis Sigmaringen liegt bei 15,5 Millionen Kubikmetern. Über ein Jahr wachsen in den Wäldern des Landkreises 500.000 Kubikmeter nutzbares Holz nach. Orkane wie Wiebke (1990) und Lothar (1999) sowie die Hitzewelle 2003 führten im Forstwald zu erheblichen Waldschäden, in deren Folge die Holzkäferbekämpfung intensiviert werden musste. Das Kreisgebiet ist in 19 Forstreviere unterteilt, denen jeweils ein Revierleiter vorsteht.

### Höhlen

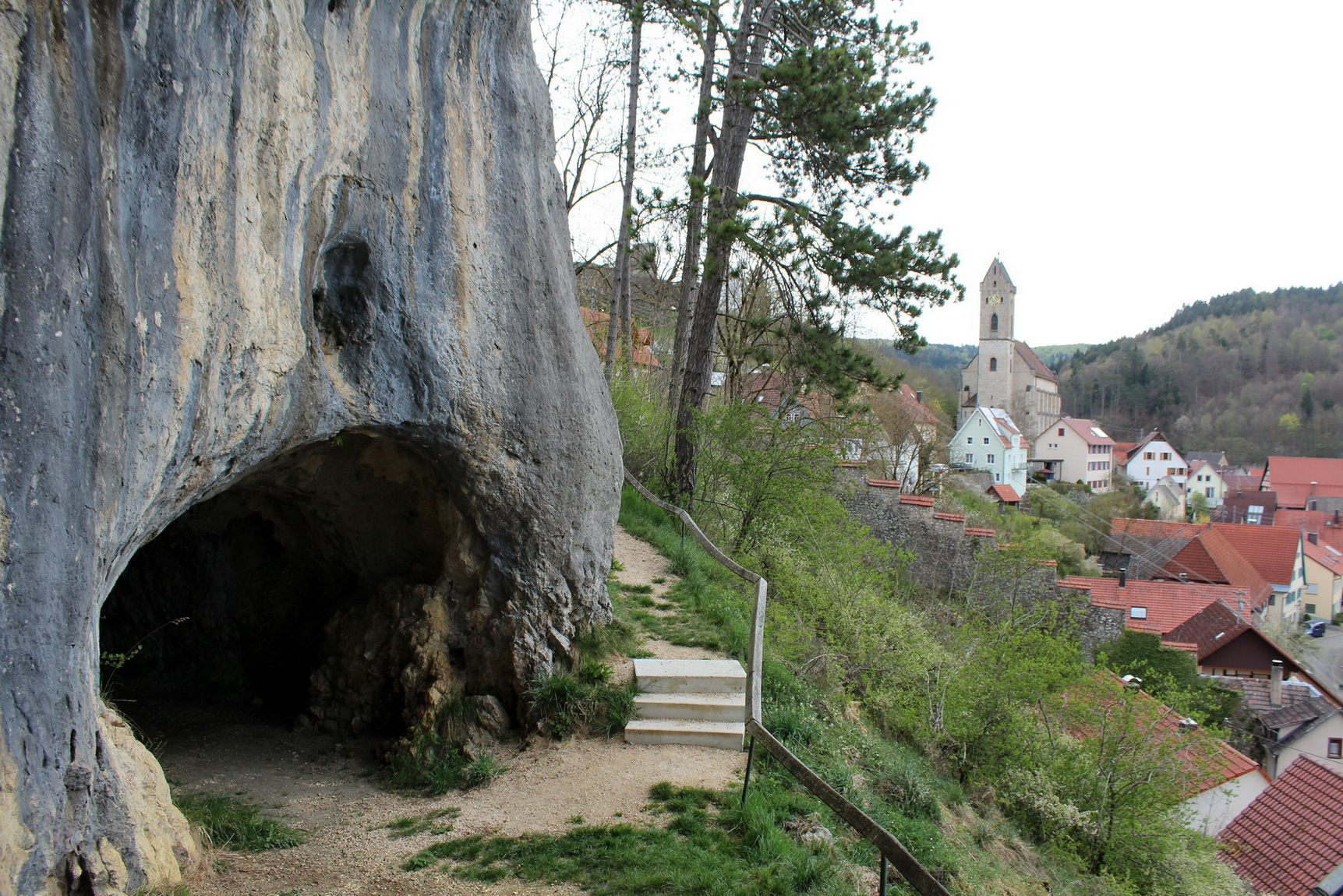
Göpfelsteinhöhle bei Veringenstadt

Auf dem Gebiet des Landkreises befinden sich eine Vielzahl von Höhlen u. a. die Amandahöhle, Bittelschießer Höhle, Burghöhle Dietfurt und Petershöhle.

### Klima
Zur Sammlung von Wetterdaten befinden sich im Landkreis Sigmaringen zwei privat betriebene Wetterstationen. Eine dritte wurde durch die Bundeswehr betrieben, jedoch ist sie keinem Netz mehr angeschlossen. Die gesammelten Daten werden unter anderem vom Wetterdienst Meteomedia genutzt. Eine Wetterstation befindet sich im Sigmaringer Stadtteil Laiz (Lage 580 m ü. NN), eine zweite in Pfullendorf (Lage 630 m ü. NN).

## Geschichte
Der Landkreis Sigmaringen entstand 1925 durch die Vereinigung der beiden preußischen Oberämter Sigmaringen und Gammertingen (vgl. Hohenzollernsche Lande). Nach 1945 war der Landkreis Sigmaringen Bestandteil des Landes Württemberg-Hohenzollern, das 1952 im Land Baden-Württemberg aufging. Seither gehört er dem Regierungsbezirk Südwürttemberg-Hohenzollern bzw. dem Regierungsbezirk Tübingen an. Dieser Landkreis bildete den südöstlichen Teil der territorial sehr zersplitterten hohenzollerischen Lande; zu seinem Gebiet gehörten acht Exklaven (darunter auch Achberg an der bayerischen Grenze), und zwei Orte (Warmtal, Burgau) wurden als Kondominate mit dem Landkreis Saulgau zusammen verwaltet; siehe hierzu auch den Abschnitt Gemeinden vor der Kreisreform sowie den Artikel Territoriale Besonderheiten in Südwestdeutschland nach 1810.
Die baden-württembergische Kreisreform brachte am 1. Januar 1973 die Auflösung des alten und die Gründung des neuen Landkreises Sigmaringen. Dieser umfasst neben dem Großteil des alten Landkreises Sigmaringen zusätzliche Gebiete im Westen, Osten und Süden um Meßkirch, Saulgau und Pfullendorf. An den neuen Landkreis Sigmaringen fielen 30 Gemeinden des Landkreises Saulgau, 21 Gemeinden des Landkreises Stockach, sieben Gemeinden des Landkreises Überlingen und die Gemeinde Bronnen des Landkreises Reutlingen.
Während der Kreisreform (zum Teil auch schon zuvor) wurden die Exklaven bereinigt; einige, indem sie durch die Kreisreform mit dem Hauptgebiet des Landkreises verbunden wurden (Beuron, Thalheim), andere, indem sie die Landkreiszugehörigkeit wechselten (Langenenslingen). Auch einige weit von der Kreisstadt entfernte Gemeinden fielen zwischen 1969 und 1975 an andere Landkreise (Biberach, Konstanz, Ravensburg (Achberg), Reutlingen, Tuttlingen und Zollernalbkreis).
Hier werden diejenigen Gemeinden aufgelistet, die vor oder nach dem 1. Januar 1973 den Landkreis verlassen haben oder zu ihm gekommen sind.
Am 1. Dezember 1971 wurde die Gemeinde Igelswies in den Landkreis Stockach umgegliedert.
Am 1. Januar 1972 wurde Storzingen ebenfalls dem Landkreis Stockach zugesprochen. Die Stadt Trochtelfingen wechselte in den Landkreis Reutlingen. Am 1. Februar 1972 kam Egelfingen zum Landkreis Saulgau. Am 1. Juli 1972 wurde Otterswang für nur sechs Monate in den Landkreis Überlingen umgegliedert, bis es zum Landkreis Sigmaringen kam.
Am 1. Mai 1973 wurden die Ortsteile Höhreute, Niederweiler und Tafern der Gemeinde Illmensee in die zum Landkreis Ravensburg gehörende Gemeinde Wilhelmsdorf umgegliedert.
Nach Abschluss der Gemeindereform umfasst der Landkreis Sigmaringen noch 25 Gemeinden, darunter 9 Städte. Große Kreisstädte sind nicht vorhanden. Größte Stadt des Kreises ist Sigmaringen, kleinste Gemeinde ist Beuron.

### Verwaltungsgeschichte des Kreisgebiets

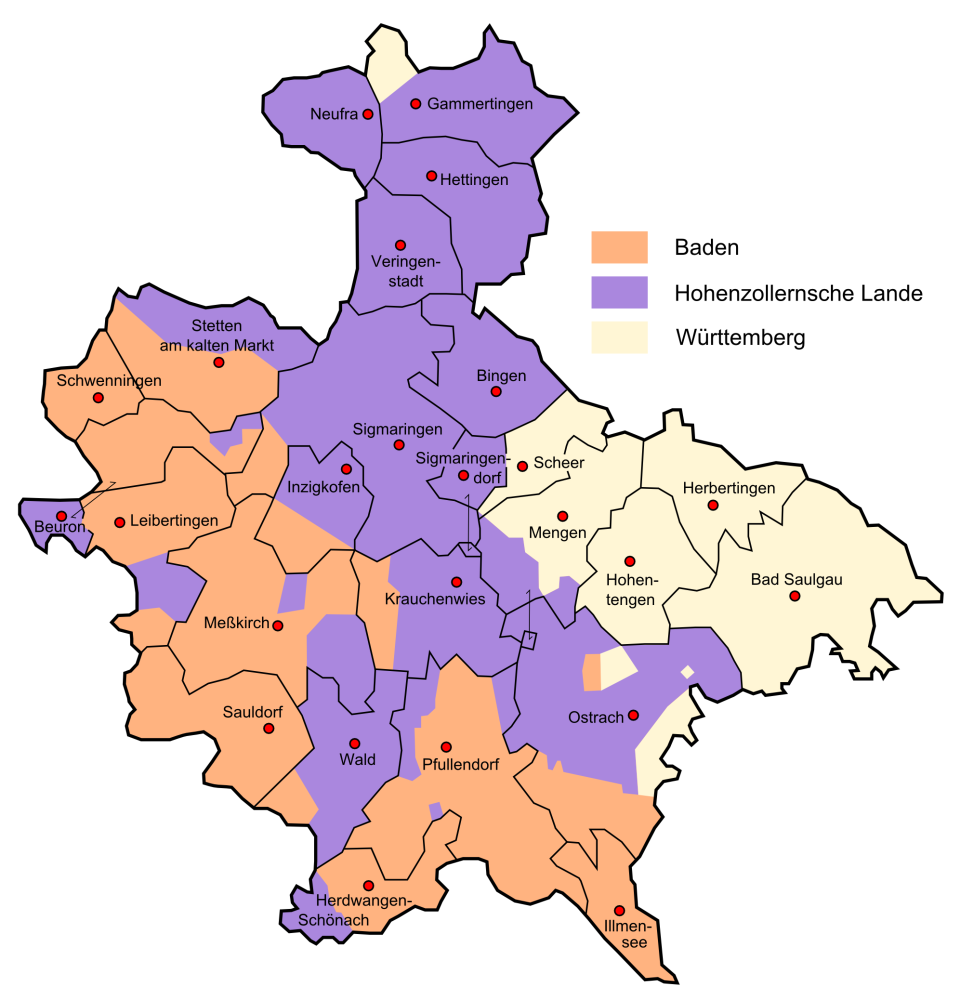
Der „Dreiländerkreis“ Sigmaringen

Das Gebiet des heutigen Landkreises Sigmaringen war bis 1802 auf zahlreiche Herrschaften aufgeteilt. Das Zentrum des Kreisgebiets um Sigmaringen und Krauchenwies gehörte zur seit 1535 hohenzollerischen Grafschaft Sigmaringen, ebenfalls später hohenzollerisch war die Grafschaft Veringen nördlich davon. Österreichisch waren u. a. die so genannten Donaustädte Mengen und Saulgau und die Herrschaft Werenwag im Westen des Kreisgebiets, fürstenbergisch die Herrschaften Jungnau und Meßkirch im Norden und Westen. Große Teile im Osten des heutigen Kreisgebiets gehörten zur Gefürsteten Grafschaft Scheer; weitere weltliche Territorien waren u. a. die Reichsstadt Pfullendorf und das Gebiet der Freiherren von Speth. Kirchlicher Besitz gehörte den (z. T. unter österreichischer Souveränität stehenden) Abteien und Klöstern Salem, Petershausen, Buchau, Wald, Heiligkreuztal, Habsthal, Beuron und Zwiefalten.
Durch den Reichsdeputationshauptschluss 1803 sowie die Rheinbundakte 1806 wurde das Land umverteilt und gehörte danach in Teilen zu Baden, zu Württemberg und zum Fürstentum Hohenzollern-Sigmaringen (das 1850 zu Preußen kam).
Auf badischer Seite entstanden die Bezirksämter Pfullendorf und Überlingen sowie mehrere standesherrliche Ämter, die in der Mitte des 19. Jahrhunderts aufgelöst wurden. Ab 1849 bestanden lediglich die Bezirksämter Meßkirch und Pfullendorf, die 1936 in den Landkreisen Stockach und Überlingen aufgingen.
Auf württembergischer Seite entstand das Oberamt Saulgau. Einige Orte gehörten auch zum Oberamt Riedlingen, das 1938 mit dem Oberamt Saulgau zum Landkreis Saulgau vereinigt wurde.
Auf hohenzollerischem Gebiet entstanden die hohenzollerischen Oberämter Achberg, Gammertingen, Ostrach, Sigmaringen, Straßberg, Trochtelfingen und Wald, die zum Teil im Laufe der Geschichte aufgelöst wurden. Nach dem Übergang an Preußen 1850 bestanden ab 1862 lediglich noch die Oberämter Gammertingen und Sigmaringen, die 1925 zum Kreis Sigmaringen vereinigt wurden.

### Einwohnerentwicklung

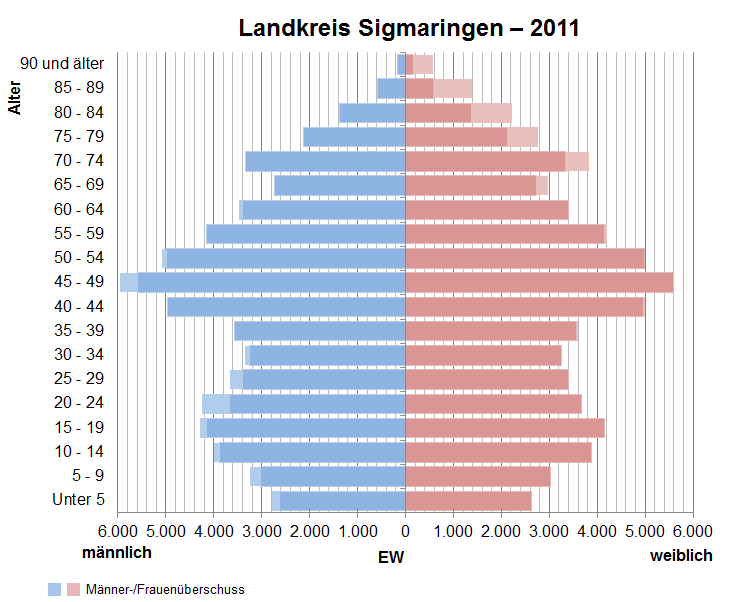
Bevölkerungspyramide für den Kreis Sigmaringen (Datenquelle: Zensus 2011.)

Die Einwohnerzahlen sind Volkszählungsergebnisse (¹) oder amtliche Fortschreibungen des Statistischen Landesamts Baden-Württemberg (nur Hauptwohnsitze).
| Datum             | Einwohner |
| ----------------- | --------- |
| 31. Dezember 1973 | 113.209   |
| 31. Dezember 1975 | 112.565   |
| 31. Dezember 1980 | 113.984   |
| 31. Dezember 1985 | 114.132   |
| 25. Mai 1987 ¹    | 113.650   |
| 31. Dezember 1990 | 121.008   |

| Datum             | Einwohner |
| ----------------- | --------- |
| 31. Dezember 1995 | 130.652   |
| 31. Dezember 2000 | 133.500   |
| 31. Dezember 2005 | 133.385   |
| 31. Dezember 2010 | 130.215   |
| 31. Dezember 2015 | 130.772   |
| 31. Dezember 2020 | 130.946   |

Im Jahr 2009 lebten im Landkreis Sigmaringen Menschen aus insgesamt 123 Herkunftsländern. Der Ausländeranteil betrug sieben Prozent, weitere acht Prozent haben einen Migrationshintergrund, weniger als im baden-württembergischen Landesdurchschnitt mit 26 Prozent.
In 100 Jahren Migrationsgeschichte können für den Landkreis sieben Migrationswellen ausgemacht werden. Das sind die Alpini, Zwangsarbeiter und Soldaten, die Heimatvertriebenen, die Gastarbeiter aus Südeuropa, die Gastarbeiter und Flüchtlinge aus der Türkei, die orientalischen Christen, die Russlanddeutschen, sowie die Flüchtlinge und andere Zuwanderer aus Afrika, Asien und Südamerika. Zwischen 1945 und 1955 waren der damalige hohenzollerische Altkreis Sigmaringen gezwungen, unter schwierigen Bedingungen über 6.000 Heimatvertriebene, der Landkreis Saulgau über 7.000 in ihren Städten und Dörfern aufzunehmen. Diese Menschen stammten aus Ostpreußen, Westpreußen, Ostbrandenburg, Ostpommern, Schlesien, Jugoslawien und Ungarn. Hochgerechnet auf den heutigen Landkreis Sigmaringen stellten die Heimatvertriebenen 1960 einen Bevölkerungsanteil von 14,4 Prozent; das entsprach jedem sechsten Kreisbewohner. Im Mittel des Landes Baden-Württemberg von 24,7 Prozent ist dies allerdings eine eher unterdurchschnittliche Quote.
In der französischen Besatzungszone – zu der der Altkreis Sigmaringen gehörte – gab es nach dem Krieg 6.000 Evakuierte aus dem Ruhrgebiet, aus Pforzheim und aus Friedrichshafen. Die französische Besatzungszone hatte die Aufnahme von Vertriebenen zunächst abgelehnt, musste sich aber 1947 beugen und im Zuge des Länderausgleichs kamen viele Vertriebene ins heutige Baden-Württemberg. Manche waren zwei Jahre in dänischen Lagern. Biberach war das Durchgangslager. Von dort aus wurden die „Flüchtlinge“, wie sie von den Oberschwaben damals noch lieblos genannt wurden, nach Sigmaringen gefahren. Am Sigmaringer Bahnhof stand die „Umsiedlungsbaracke“ für die Ankommenden, die auf die umliegenden Gemeinden verteilt wurden, die Bürgermeister mussten Wohnraum bereithalten. Die Arbeitslosigkeit unter den Vertriebenen war hoch, sie kamen auf Bauernhöfen als Landarbeiter oder auf dem Bau als Hilfsarbeiter unter.

## Politik
Der Landkreis wird vom Kreistag und vom Landrat verwaltet.

### Kreistag
Der Kreistag wird von den Wahlberechtigten im Landkreis auf fünf Jahre gewählt.
| Kreistagswahl Sigmaringen 2024Wahlbeteiligung: 60,5 % 50403020100 49,2 %28,1 %10,5 %9,0 %3,3 %n. k. % CDUFWGrüneSPDFDPAfDGewinne und Verlusteim Vergleich zu 2019 %p 6 4 2 0 −2 −4 −6 −8+5,9 %p+5,9 %p−7,5 %p−0,9 %p+0,5 %p−3,7 %pCDUFWGrüneSPDFDPAfD | Sitzverteilung im Kreistag Sigmaringen seit 2024Insgesamt 48 Sitze - SPD: 4 - Grüne: 6 - FW: 13 - FDP: 2 - CDU: 23 |

| Parteien und Wählergemeinschaften | Parteien und Wählergemeinschaften           | % 2024 | Sitze 2024 | % 2019 | Sitze 2019 | % 2014 | Sitze 2014 | % 2009 | Sitze 2009 | % 2004 | Sitze 2004 | % 1999 | Sitze 1999 | % 1994 | Sitze 1994 | % 1989 | Sitze 1989 |
| CDU                               | Christlich Demokratische Union Deutschlands | 49,2   | 23         | 43,3   | 19         | 52,9   | 22         | 51,8   | 27         | 52,0   | 26         | 46,5   | 25         | 50,5   | 25         | 47,3   | 21         |
| FW                                | Freie Wähler                                | 28,1   | 13         | 22,2   | 09         | 22,9   | 09         | 22,2   | 10         | —      | —          | —      | —          | —      | —          | —      | —          |
| GRÜNE                             | Bündnis 90/Die Grünen                       | 10,5   | 06         | 18,0   | 08         | 10,7   | 05         | 06,8   | 03         | 05,2   | 02         | 02,7   | 01         | 08,0   | 03         | 06,6   | 02         |
| SPD                               | Sozialdemokratische Partei Deutschlands     | 09,0   | 04         | 09,9   | 04         | 11,9   | 05         | 11,0   | 05         | 11,5   | 05         | 13,3   | 06         | 14,8   | 07         | 14,7   | 06         |
| FDP                               | Freie Demokratische Partei                  | 03,3   | 02         | 02,8   | 01         | 01,6   | 01         | 03,8   | 01         | —      | —          | 01,4   | 0          | —      | —          | —      | —          |
| AfD                               | Alternative für Deutschland                 | —      | —          | 03,7   | 02         | —      | —          | —      | —          | —      | —          | —      | —          | —      | —          | —      | —          |
| JL                                | Junge Liste                                 | —      | —          | —      | —          | —      | —          | 04,4   | 02         | —      | —          | —      | —          | —      | —          | —      | —          |
| WG                                | Wählervereinigungen                         | —      | —          | —      | —          | —      | —          | —      | —          | 29,3   | 13         | 34,7   | 16         | 25,3   | 12         | 27,1   | 11         |
| REP                               | Die Republikaner                            | —      | —          | —      | —          | —      | —          | —      | —          | 02,0   | 0          | 01,4   | 0          | 01,3   | 0          | 04,3   | 01         |
| gesamt                            | gesamt                                      | 100,0  | 48         | 100,0  | 43         | 100,0  | 42         | 100,0  | 48         | 100,0  | 46         | 100,0  | 48         | 100,0  | 47         | 100,0  | 41         |
| Wahlbeteiligung                   | Wahlbeteiligung                             | 60,5 % | 60,5 %     | 59,7 % | 59,7 %     | 52,1 % | 52,1 %     | 54,0 % | 54,0 %     | 57,0 % | 57,0 %     | 60,2 % | 60,2 %     | 70,7 % | 70,7 %     | 68,9 % | 68,9 %     |

- WG: Wählervereinigungen, da sich die Ergebnisse von 1989 bis 2004 nicht auf einzelne Wählergruppen aufschlüsseln lassen.

### Landrat
Der Kreistag wählt den Landrat für eine Amtszeit von acht Jahren. Er ist gesetzlicher Vertreter und Repräsentant des Landkreises sowie Vorsitzender des Kreistags und seiner Ausschüsse, hat aber in den Gremien kein Stimmrecht. Er leitet das Landratsamt und ist Beamter des Kreises. Zu seinem Aufgabengebiet zählen die Vorbereitung der Kreistagssitzungen sowie seiner Ausschüsse. Er beruft Sitzungen ein, leitet diese und vollzieht die dort gefassten Beschlüsse. Sein Stellvertreter ist der Erste Landesbeamte.
Die Landräte des früheren Landkreises Saulgau von 1945 bis 1972 sind im Artikel Landkreis Saulgau dargestellt.
Die Oberamtmänner bzw. Landräte des Oberamts bzw. Landkreises Sigmaringen seit 1807:
- 1807–1817: Karl Honorat von Huber
- 1817–1825: Karl von Schütz
- 1825–1828: Friedrich von Laßberg (Sohn von Joseph von Laßberg)[24]
- 1828–1836: Andreas Franz Kempter
- 1836–1845: Karl von Schütz
- 1845–1850: Carl von Sallwürk
- 1851–1852: Anton von Sallwürk
- 1852–1853: C. Homann (Amtsverweser)
- 1853–1854: Hermann Mock (Amtsverweser)
- 1854–1856: Thaddäus Bachmann (kommissarisch)
- 1856–1859: Jakob Franz Hubert Raitz von Frentz
- 1859–1873: Leopold Otto Albrecht von Manstein
- 1873–1883: Hermann Mock
- 1883–1890: Otto von Westhoven
- 1890–1903: Heinrich von Meer
- 1903–1920: Philipp Longard
- 1920–1921: Georg Lang von Langen (als Stellvertreter)
- 1921–1923: Anton Reiser
- 1923–1924: Paul Schraermeyer (kommissarisch)
- 1924:–1924 Carl Alexander Gregor Müller
- 1924–1945: Robert Seifert
- 1945–1967: Ernst Rothenbacher
- 1967–1975: Max Gögler
- 1975–1980: Dietmar Schlee (1980–1992 Minister in Baden-Württemberg)
- 1980–1997: Jürgen Binder[25] (suspendiert und wegen Untreue, Betrug und Amtsmissbrauch verurteilt.[26])
- 1997–1998; Rolf Vögtle (kommissarisch, war von 1996 bis 2021 Erster Landesbeamte des Landkreises)[27]
- 1998–2014: Dirk Gaerte
- seit 2014: Stefanie Bürkle

### Kreisfinanzen
Die Kreisfinanzen sind recht stabil, erlitten jedoch durch die Wirtschaftskrise einen leichten Einbruch. Der Verwaltungshaushalt 2007 konnte mit einer Zuführungsrate von über 6 Millionen Euro an den Vermögenshaushalt abschließen und die Zuführung zur Rücklage (Planansatz: 0,00 Euro) betrug knapp 4 Millionen Euro.

### Wappen
Das Wappen des Landkreises Sigmaringen zeigt in Rot über einem erniedrigten silbernen Balken einen schreitenden goldenen Hirsch. Das Wappen wurde am 9. Juni 1978 vom Innenministerium Baden-Württemberg verliehen.
Der Hirsch ist das Wappenbild der Grafschaft Sigmaringen, das seit 1483 belegt ist. Der Balken leitet sich vom österreichischen Wappen ab und versinnbildlicht die frühere Zugehörigkeit einiger Gebiete des Kreises zu Vorderösterreich.
Der hohenzollerische Landkreis Sigmaringen bis zur Kreisreform 1972 führte ein sehr ähnliches Wappen, das am 11. Oktober 1954 vom Kreistag angenommen worden war: „Über von Silber und Schwarz geviertem Schildfuß in Rot ein schreitender goldener Hirsch.“
Siehe auch: Liste der Wappen im Landkreis Sigmaringen

## Wirtschaft und Infrastruktur

### Wirtschaft
Im Zukunftsatlas 2016 belegte der Landkreis Sigmaringen Platz 262 von 402 Landkreisen, Kommunalverbänden und kreisfreien Städten in Deutschland. Der Landkreis liegt damit an letzter Stelle in Baden-Württemberg und zählt zu den Regionen mit „ausgeglichenem Chancen-Risiko Mix“. In der Ausgabe von 2019 lag er auf Platz 277 von 401.
Die wichtigsten Industriezweige im Landkreis Sigmaringen sind Maschinenbau, Metallerzeugung und -verarbeitung, Holzbe- und -verarbeitung, Chemie und Kunststoffe, Elektrotechnik, Leder, Textil und Bekleidung, wobei das Wirtschaftsgefüge sowohl traditionelle Handwerks- und Familienbetriebe als auch auf Zukunftstechnologien spezialisierte Fachbetriebe umfasst. Hinzu kommen Dienstleistungsunternehmen und Finanzinstitute. Industrielle bzw. gewerbliche Schwerpunkte liegen in Bad Saulgau, Pfullendorf, Mengen, Meßkirch, Gammertingen, Sigmaringen, Sigmaringendorf, Ostrach, Krauchenwies und Hettingen.
Der Landkreis Sigmaringen weist (Stand 2009) mit einem durchschnittlichen Entgelt von rund 30.300 € im baden-württembergischen Vergleich das niedrigste Verdienstniveau auf. Der Landesdurchschnitt liegt bei rund 36.300 €. Dennoch weist der Landkreis den höchsten Zuwachs an Einkommensmillionären – gemessen von 2004 bis 2007 – in Baden-Württemberg auf.
Im Landkreis Sigmaringen ansässige bekannte Unternehmen:
- AHWI Maschinenbau, Herdwangen-Schönach, Hersteller von land- und forstwirtschaftliche Maschinen
- Alno, Pfullendorf, Küchenhersteller
- Claas, Bad Saulgau, Hersteller von Erntemaschinen
- Columbus, Krauchenwies, weltweit älteste Globusmanufaktur
- Geberit Produktions GmbH, Pfullendorf, europäischer Marktführer in der Sanitärtechnik
- Gmeiner-Verlag, Meßkirch, Verlagshaus
- Hohenzollerische Landesbahn, Gammertingen, Verkehrsunternehmen
- Hohenzollerische Landesbank Kreissparkasse Sigmaringen, Sigmaringen, Finanzinstitut
- SRH Kliniken Landkreis Sigmaringen GmbH, Sigmaringen, Trägerin der drei Krankenhäuser Sigmaringen, Pfullendorf und Bad Saulgau
- Knoll Maschinenbau, Bad Saulgau, Hersteller von Förder- und Filteranlagen sowie Pumpen
- Kramer, Pfullendorf, Baumaschinen
- Primion Technology, Stetten am kalten Markt, Sicherheitstechnologie
- Sparkasse Pfullendorf-Meßkirch, Pfullendorf, Finanzinstitut
- Unternehmensgruppe Fürst von Hohenzollern, Sigmaringen, Mischkonzern mit der Zollern GmbH & Co. KG, Sigmaringendorf, Stahl und Maschinenbau
- Vinzenz von Paul GmbH, Sigmaringen, Soziale Dienste und Einrichtungen
- Volksbank Bad Saulgau eG, Bad Saulgau, eine der großen Volksbanken in Baden-Württemberg

### Energie
In Herbertingen wurde bereits 1929 durch die Vorarlberger Illwerke eine Großverteilungsanlage zur Versorgung Südwürttembergs und des Rheinlands mit elektrischer Energie errichtet. Die RWE, Hauptaktionär zusammen mit dem Zweckverband Oberschwäbische Elektrizitätswerke (OEW), erstellte hier eine neue Umspannanlage für die Nord-Süd-Leitung.
Im Jahr 2006 erfolgte eine Teilfortschreibung des 1998 verabschiedeten Regionalplans Bodensee-Oberschwaben zum Thema „Erneuerbare Energien“. Darin wurden, neben Flächen für die Photovoltaik, unter anderem die kommunale „Photovoltaikanlage Ringgenbach“ auf dem Gelände der stillgelegten Kreismülldeponie im Meßkircher Ortsteil Ringgenbach, die „Photovoltaikanlage Neuhaus“ im Stettener Ortsteil Neuhaus, den „EnBW-Solarpark Leibertingen“ und die „Photovoltaikanlage Inzigkofen/Pault“, auch für den Landkreis drei Standorte für Windkraftanlagen ausgewiesen: „Judentenberg“ (Gemeinde Illmensee), „Storzingen“ (Gemeinde Stetten am kalten Markt) und „Inneringen“ (Stadt Hettingen). Die Mindestgröße der Vorranggebiete für regional bedeutsame Windkraftanlagen ist nach den Vorgaben des Verbandes so zu bemessen, dass die Errichtung von mindestens drei derzeit marktüblichen Windkraftanlagen, sogenannte Referenzanlagen, an diesem Standort möglich ist. Auf dem Judentenberg stehen schon drei Windkraftanlagen. Die Standorte von einzelnen Windräder wie beim Mengener Ortsteil Blochingen, Schwenningen, auf dem Bäumlehof nahe Leibertingen und am Höchsten (bei Wilhelmsdorf) werden aus unterschiedlichen Gründen nicht erweitert. Im Jahre 2019 entstanden auf der Gemarkung von Braunenweiler, das zu Bad Saulgau gehört eine weitere Windkraftanlage, bestehend aus drei Windrädern mit einer Nabenhöhe von 150 m, die von der Fa Uhl, Windkraft, betrieben werden.
In Beuron befindet sich das klostereigene Donau-Wasserkraftwerk. Hinzu kommen noch diverse Anlage zur Energiegewinnung aus Biomasse und Biogas. Der Kreis ist mit 42 Anlagen derzeit (2011) viertgrößter Produzent von elektrischer Leistung – hinter Biberach, Ulm und Ravensburg. Insgesamt wurden 110.000 MWh Strom produziert. Damit ließen sich 24.400 Haushalte mit mehr als zwei Drittel der Einwohner im Kreis mit Strom versorgen. Zehn Prozent der landwirtschaftlichen Fläche im Kreis wird für die Produktion von Biomasse benötigt. Dies entspricht derzeit 21 Prozent der Ackerflächen, 2007 waren es noch 15 Prozent. Krauchenwies ist der Sitz eines Großherstellers von Holzpellets.

### Bundeswehr
Die Bundeswehr war mit über 5000 zivilen und militärischen Mitarbeitern (ehemals 11.000 Dienstposten) der größte Arbeitgeber im Landkreis und damit ein bedeutender Wirtschaftsfaktor im ländlichen Raum. Etwa 4600 Soldaten und Wehrpflichtige waren an vier Standorten stationiert (Stand: Januar 2011):
- Oberschwaben-Kaserne Mengen/Hohentengen, Hohentengen: 2012 aufgelöst.
- Lager Heuberg, Alb-Kaserne und Truppenübungsplatz Heuberg, Stetten am kalten Markt
- Staufer-Kaserne, Pfullendorf
- Graf-Stauffenberg-Kaserne, Sigmaringen: 2016 aufgelöst

In der Nonnenhof-Kaserne, Laiz, waren noch bis 1993 Sanitätseinheiten stationiert. Seit dem Jahr 2000 wird sie als Grünes Zentrum des Landkreises genutzt, Eigentümerin ist die Stadt Sigmaringen.

### Verkehr

#### Luftfahrt
Im Landkreis befinden sich fünf Flugplätze:
- Flugplatz Mengen-Hohentengen (ICAO: EDTM), Verkehrslandeplatz drei Kilometer östlich von Mengen
- Flugplatz Pfullendorf (ICAO: EDTP), Verkehrslandeplatz zwei Kilometer südlich von Pfullendorf
- Flugplatz Saulgau (ICAO: EDTU), Sonderlandeplatz 1,38 Kilometer nordöstlich von Bad Saulgau
- Segelfluggelände Leibertingen, Segelfluggelände ein Kilometer östlich von Leibertingen
- Ultraleichtfluggelände Sauldorf-Boll (Rudi-Rebholz-Flugplatz), Ultraleichtfluggelände 5,6 Kilometer westlich von Sauldorf

#### Schiene

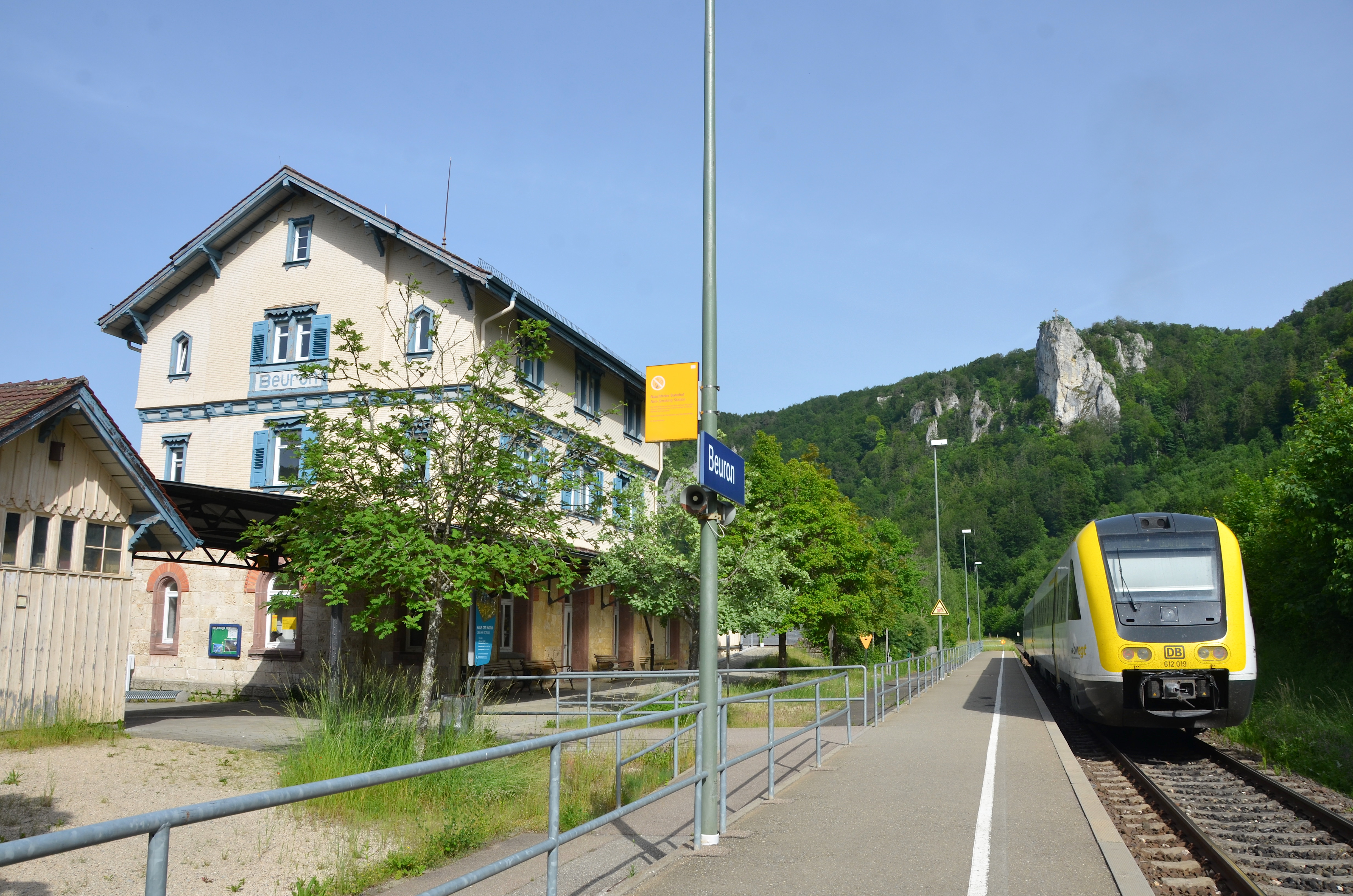
Haltepunkt Beuron

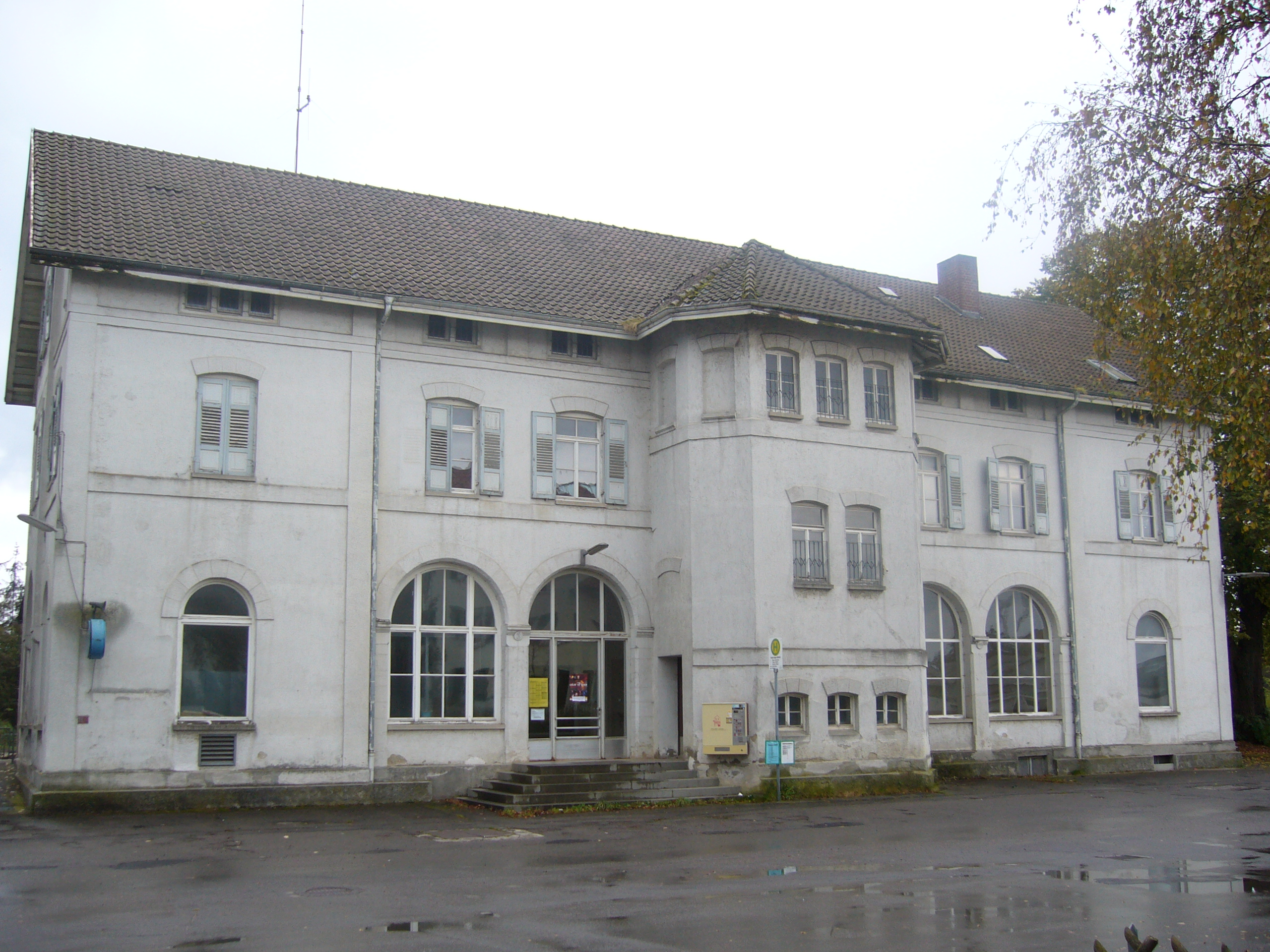
Der Abzweigbahnhof Herbertingen

Der Kreis Sigmaringen ist durch mehrere sowohl im Personen- als auch im Güterverkehr bediente Eisenbahnstrecken erschlossen, darunter drei teilweise stillgelegte und abgebaute Strecken. Im Einzelnen sind dies:
- die Bahnstrecke Tuttlingen–Inzigkofen im Abschnitt Beuron–Inzigkofen
- die Bahnstrecke Tübingen–Sigmaringen im Abschnitt Storzingen–Sigmaringen
- die Bahnstrecke Ulm–Sigmaringen im Abschnitt Sigmaringen–Herbertingen
- die Bahnstrecke Herbertingen–Isny im Abschnitt Herbertingen–Bad Saulgau
- die Bahnstrecke Engstingen–Sigmaringen im Abschnitt Neufra–Sigmaringen
- die Bahnstrecke Radolfzell–Mengen im Abschnitt Sauldorf–Mengen
- die Bahnstrecke Altshausen–Schwackenreute im Abschnitt Ostrach–Roth (Baden)
- die Bahnstrecke Krauchenwies–Sigmaringen

Für den Landkreis besonders wichtig ist der Eisenbahnknoten Bahnhof Sigmaringen, an dem sich alle im Personenverkehr betriebenen Bahnlinien treffen. Von hier gibt es unter anderem auch umsteigefreie Verbindungen in die Landeshauptstadt Stuttgart. Das Kreisgebiet ist dem Verkehrsverbund NALDO angeschlossen.

#### Straße
Das Kreisgebiet wird von keiner Bundesautobahn berührt. Daher wird es nur durch Bundes-, Landes- und Kreisstraßen mit einer Gesamtstreckenlänge von über 870 Kilometer erschlossen, für deren Unterhalt und Pflege die Straßenmeistereien des Landkreises in Bad Saulgau, Meßkirch und Sigmaringen mit ihren Außenstellen in Pfullendorf, Schwenningen und Gammertingen verantwortlich sind.
Bundesstraßen im Kreisgebiet:
- Die B 32 beginnt im Allgäu an der B 308 in der Nähe von Heimenkirch und führt über Wangen im Allgäu nach Ravensburg–Weingarten–Bad Saulgau–Herbertingen–Scheer–Sigmaringen–Gammertingen–Burladingen und endet nördlich von Hechingen an der B 27.
- Die B 311 beginnt in Tuttlingen und führt über Meßkirch–Mengen–Herbertingen–Riedlingen–Ehingen (Donau) nach Ulm.
- Die B 313 beginnt an der B 10 östlich von Plochingen und geht weiter über Köngen–Wendlingen am Neckar–Nürtingen–Metzingen–Reutlingen–Pfullingen–Lichtenstein–Gammertingen–Sigmaringen–Meßkirch und endet in Stockach.
- Die B 463 führt von Balingen in das Kreisgebiet und endet nördlich der Sigmaringer Kernstadt an der B 32.

Als interessanteste Straße im Kreisgebiet gilt die Donautalstraße – als Landesstraße 277 kartografiert – zwischen Sigmaringen und Beuron. Sie wurde in den Jahren 1852 bis 1858 von den damaligen preußischen und badischen Straßenverwaltungen errichtet und führt durch mehrere Felstunnel.

#### Radverkehr
Durch den Landkreis verlaufen einige Alltagsrouten aus dem Radnetz Baden-Württemberg: 
- Von Albstadt kommend über Sigmaringen, Mengen, Herbertingen und Bad Saulgau Richtung Weingarten/Ravensburg
- Von Tuttlingen oder von Stockach kommend über Meßkirch, Krauchenwies, Mengen, Herbertingen Richtung Riedlingen
- Von Krauchenwies über Pfullendorf Richtung Überlingen.

Außerdem gibt es ein Radverkehrskonzept für den Landkreis Sigmaringen aus dem Jahr 2014.
Durch den Landkreis verlaufen die folgenden Radfernwege: 
- Der Donauradweg führt von Donaueschingen über Passau, Wien und Budapest bis zur Mündung in das Schwarze Meer. Er wird zwischen Tuttlingen und Passau auch als EuroVelo-Route EV6 und als D-Route 6 geführt.[49][50] Der Abschnitt, der sich im Landkreis Sigmaringen befindet, gilt als einer der landschaftlich reizvollsten.
- Der Hohenzollern-Radweg[51] verläuft vom Bodensee über die hohenzollerischen Städte Sigmaringen und Hechingen und über Rottenburg am Neckar und Esslingen nach Weinstadt im Rems-Murr-Kreis.
- Durch die Stadt Bad Saulgau führt der Oberschwaben-Allgäu-Radweg. Er ist eine Rundstrecke über Ulm und Tettnang.

Der Landkreis Sigmaringen ist Mitglied der AGFK (Arbeitsgemeinschaft
Fahrrad- und Fußverkehrsfreundlicher Kommunen) Baden-Württemberg.

### Tourismus
Der Tourismus ist einer der wichtigsten Wirtschaftsfaktoren des Landkreises. Neben den Möglichkeiten, Freizeit in der Natur im Naturpark Obere Donau zu erleben, bietet der Landkreis auch einige von Menschenhand geschaffene Sehenswürdigkeiten. Darunter befinden sich viele klerikale Bauten, wie das Kloster Beuron, das Kloster Habsthal oder das Kloster Sießen, wo Schwester Maria Innocentia Hummel lange wirkte. Burgen und Schlösser, wie das Schloss Sigmaringen, die Burg Wildenstein, die Ruine Hornstein sind vielfach im Landkreis zu finden. Das kulturelle Angebot wird vervollständigt durch eine große Freilichttheaterbühne, die Waldbühne Sigmaringendorf, sowie mehrere überregional bekannte Museen, beispielsweise die keltische Heuneburg. Einen Überblick bietet die Liste der Museen im Landkreis Sigmaringen.

## Bildung
Der Landkreis Sigmaringen ist Träger der beiden Beruflichen Schulzentren in Bad Saulgau und Sigmaringen, jeweils mit Gewerblicher, Kaufmännischer sowie Haus- und Landwirtschaftlicher Schule, sowie der beiden Sonderpädagogischen Bildungs- und Beratungszentren mit dem Förderschwerpunkt geistige Entwicklung Aicher-Scholl-Schule Bad Saulgau (Renhardsweiler) und Fidelisschule Sigmaringen.

## Kreiseinrichtungen
Der Landkreis Sigmaringen ist zusammen mit der Stadt Pfullendorf Gesellschafter der 1996 gegründeten Kliniken Landkreis Sigmaringen GmbH. Die Gesellschaft betreibt das Kreiskrankenhaus Sigmaringen (380 Betten), das Krankenhaus Pfullendorf (136 Betten) und das Kreiskrankenhaus Bad Saulgau (107 Betten). Das Stammkapital von über 5 Millionen Euro verteilt sich auf die zwei Gesellschafter, den Landkreis Sigmaringen (74 %) und den Spitalfond Pfullendorf (26 %). Deshalb ist der Landrat auch Aufsichtsratsvorsitzender und der Pfullendorfer Bürgermeister sein Stellvertreter, unabhängig davon, wer gerade Amtsträger ist. Die Kliniken GmbH betreibt neben den drei Krankenhäusern eine Service GmbH und ein medizinisches Zentrum.
Zusätzlich ist ein Psychiatrisches Pflegeheim, das sogenannte Anna-Haus mit 66 Plätzen in Sigmaringen in der Trägerschaft der Gesellschaft.

## Beteiligungen
Der Landkreis Sigmaringen unterhält Beteiligungen an Unternehmen, die in privater Rechtsform geführt werden (Stand: August 2011). Darunter fallen diverse Mehrheitsbeteiligungen: „Kliniken Landkreis Sigmaringen GmbH“ (74 %), „Kliniken Landkreis Sigmaringen Service GmbH“ (51 %), „Medizinisches Versorgungszentrum der Kliniken“ (100 %), „Wirtschaftsförderungs- und Standortmarketinggesellschaft Landkreis Sigmaringen GmbH (WIS)“ (50 %), „Energieagentur Landkreis Sigmaringen GbR“ (50 %) und „Technologie- und Innovationszentrum Pfullendorf GmbH“ (25 %). Hinzu kommen nach diverse Minderheitsbeteiligungen: „Qualität und Management im Krankenhaus“ (20 %), „Flugplatz Mengen-Hohentengen GmbH“ (15 %), „Hohenzollerische Landesbahn AG“ (14 %), „FbBW-Fahrzeugbereitstellung Baden-Württemberg“ (20 %), Verkehrsverbund „Neckar-Alb-Donau GmbH“ (12,5 %), „Termingesellschaft Pfullendorf mbH“ (10 %), „LGP Lagerhausgesellschaft Pfullendorf mbH“ (65 %), „Oberschwaben Tourismus GmbH“ (6,6 %), „Internationale Bodensee-Tourismus GmbH“ (8,2 %), Zweckverband „Oberschwäbische Elektrizitätswerke (OEW)“ (6,2 %), „Bodensee Standortmarketing GmbH“ (1,6 %), „BMS Innovationsfonds GmbH“ (100 %), „Bodenseefestival GmbH“ (1,3 %) und „Baugenossenschaft Bad Saulgau eG“ (0,6 %). und PD – Berater der öffentlichen Hand.

## Kreisabfallwirtschaft

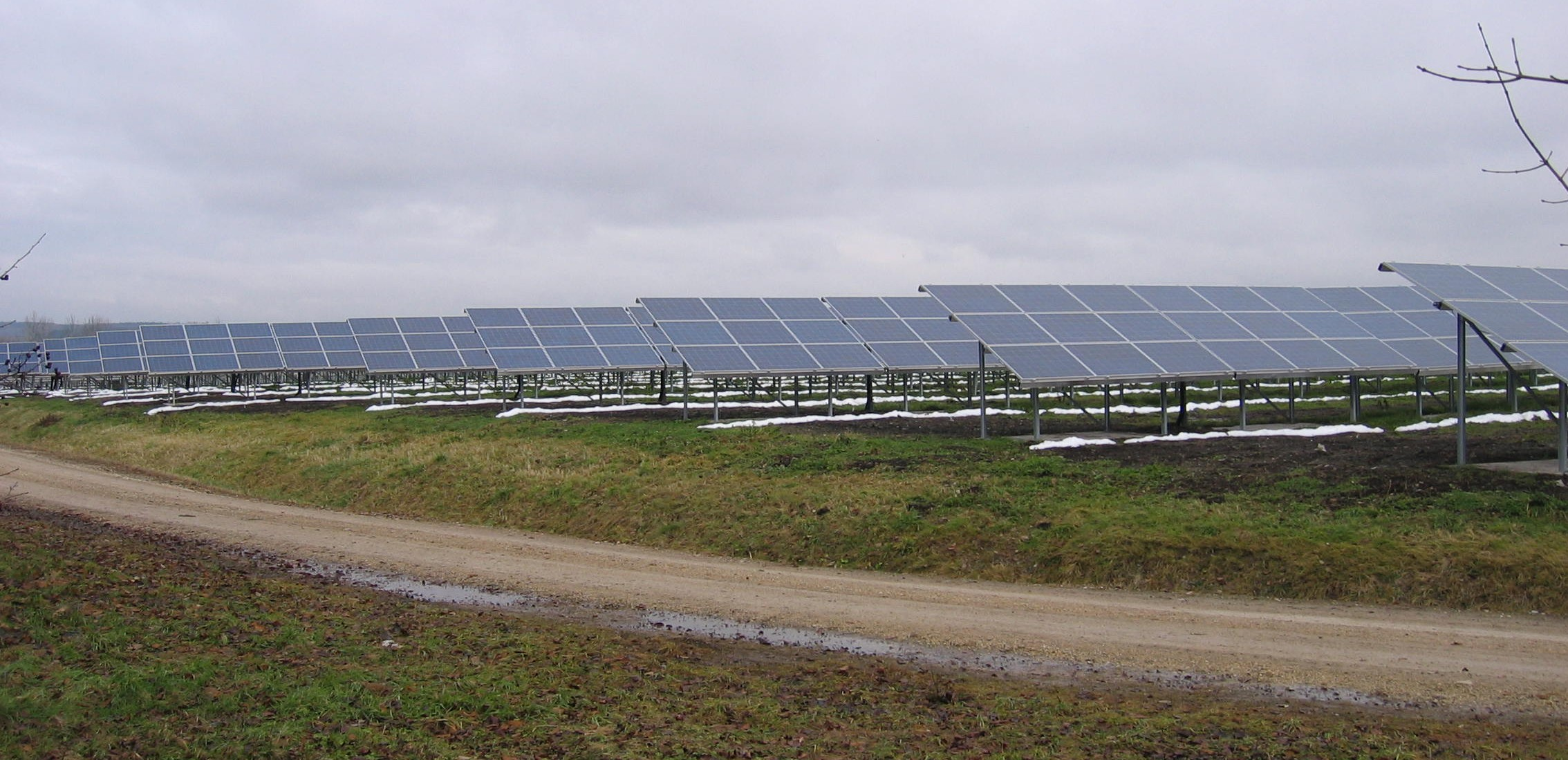
Teil der 2007 auf der Deponie Ringgenbach errichteten Photovoltaikanlage

Der Eigenbetrieb „Kreisabfallwirtschaft“ hat seit 2002 jährlich Gebührenüberschüsse erwirtschaftet. Aus diesem Grund wurden nicht nur die Abfallgebühren seitdem zweimal gesenkt, der Eigenbetrieb hat zudem seit Jahren Rücklagen gebildet. Seit 1983 sind die Altdeponien Marbach und Pfullendorf komplett verfüllt, geschlossen und renaturiert. Die umzäunten Deponien befinden sich in der sogenannten „Nachsorgephase“, das heißt die Deponien werden begangen und in regelmäßigen Abständen werden Bodenproben entnommen. Sie kann zwischen 30 und 100 Jahre dauern. Die Kreisabfallwirtschaft beziffert die Nachsorgekosten auf 19,5 Millionen Euro. 13,5 Millionen Euro sind durch Gebührenrückstellungen erwirtschaftet worden. Die restlichen sechs Millionen Euro sollen durch weitere Gebührenrücklagen sowie durch Erlöse, die mit der Photovoltaikanlage Ringgenbach erzielt werden, zusammenkommen. Auf diese Weise soll erreicht werden, dass auch in den kommenden Jahren Stabilität bei den Müllgebühren herrscht. Die Deponie Ringgenbach dagegen bleibt auch nach ihrer Schließung Mitte 2010 – nach kompletter Befüllung – als „Entsorgungsanlage“ erhalten. Seit 1998 wird dort kein Hausmüll mehr angenommen. Nur noch schwach kontaminierte Böden können seitdem angeliefert werden. Der Landkreis unterhält weiterhin noch bis 2025 die Bauschuttdeponie Menningen.

## Gemeinden
Vereinbarte Verwaltungsgemeinschaften und Gemeindeverwaltungsverbände
1. Vereinbarte Verwaltungsgemeinschaft der Stadt Bad Saulgau mit der Gemeinde Herbertingen
2. Gemeindeverwaltungsverband Gammertingen mit Sitz in Gammertingen; Mitgliedsgemeinden: Städte Gammertingen, Hettingen und Veringenstadt sowie Gemeinde Neufra
3. Gemeindeverwaltungsverband Mengen mit Sitz in Mengen; Mitgliedsgemeinden: Städte Mengen und Scheer sowie Gemeinde Hohentengen
4. Vereinbarte Verwaltungsgemeinschaft der Stadt Meßkirch mit den Gemeinden Leibertingen und Sauldorf
5. Vereinbarte Verwaltungsgemeinschaft der Stadt Pfullendorf mit den Gemeinden Herdwangen-Schönach, Illmensee und Wald
6. Gemeindeverwaltungsverband Sigmaringen mit Sitz in Sigmaringen; Mitgliedsgemeinden: Stadt Sigmaringen sowie Gemeinden Beuron, Bingen, Inzigkofen, Krauchenwies und Sigmaringendorf
7. Vereinbarte Verwaltungsgemeinschaft der Gemeinde Stetten am kalten Markt mit der Gemeinde Schwenningen

| Stadt         | Wappen | Fläche km² | Einwohner 31. Dezember 2024 | EW-Dichte EW je km² | Höhe über NN |
| ------------- | ------ | ---------- | --------------------------- | ------------------- | ------------ |
| Bad Saulgau   |        | 97,34      | 17.889                      | 184                 | 587          |
| Gammertingen  |        | 52,97      | 06.155                      | 116                 | 662          |
| Hettingen     |        | 46,06      | 01.861                      | 040                 | 644          |
| Mengen        |        | 49,80      | 10.148                      | 204                 | 561          |
| Meßkirch      |        | 76,24      | 08.676                      | 114                 | 616          |
| Pfullendorf   |        | 90,56      | 13.442                      | 148                 | 654          |
| Scheer        |        | 18,72      | 02.510                      | 134                 | 577          |
| Sigmaringen   |        | 92,85      | 16.884                      | 182                 | 580          |
| Veringenstadt |        | 31,25      | 02.149                      | 069                 | 631          |

| Gemeinde                | Wappen | Fläche km² | Einwohner 31. Dezember 2024 | EW-Dichte EW je km² | Höhe über NN |
| ----------------------- | ------ | ---------- | --------------------------- | ------------------- | ------------ |
| Beuron                  |        | 35,11      | 0.657                       | 019                 | 625          |
| Bingen                  |        | 37,01      | 2.699                       | 073                 | 600          |
| Herbertingen            |        | 38,64      | 4.738                       | 123                 | 562          |
| Herdwangen-Schönach     |        | 36,52      | 3.385                       | 093                 | 605          |
| Hohentengen             |        | 36,57      | 4.147                       | 113                 | 594          |
| Illmensee               |        | 24,92      | 2.026                       | 081                 | 692          |
| Inzigkofen              |        | 28,76      | 2.958                       | 103                 | 630          |
| Krauchenwies            |        | 42,76      | 5.023                       | 117                 | 599          |
| Leibertingen            |        | 47,20      | 2.233                       | 047                 | 806          |
| Neufra                  |        | 28,39      | 1.899                       | 067                 | 680          |
| Ostrach                 |        | 108,930    | 7.066                       | 065                 | 611          |
| Sauldorf                |        | 49,72      | 2.607                       | 052                 | 646          |
| Schwenningen            |        | 19,33      | 1.667                       | 086                 | 870          |
| Sigmaringendorf         |        | 12,47      | 3.735                       | 300                 | 569          |
| Stetten am kalten Markt |        | 56,47      | 4.859                       | 086                 | 768          |
| Wald                    |        | 43,87      | 2.754                       | 063                 | 657          |

## Der „alte“ Landkreis Sigmaringen

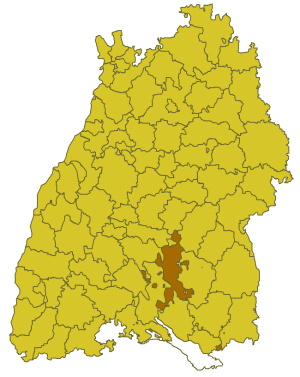
Der Landkreis Sigmaringen vor der Kreisreform

### Entstehung, Umfang und Lage
Der frühere Landkreis Sigmaringen umfasste vor seiner Auflösung zum 31. Dezember 1972 mit einer Fläche von 725 km² nicht ganz zwei Drittel des ehemaligen preußischen Regierungsbezirks Sigmaringen (Hohenzollerische Lande); er war 1925 aus den hohenzollerischen Oberämtern Gammertingen und Sigmaringen hervorgegangen. Den Rest nahm der Landkreis Hechingen ein. Der Kreis erstreckte sich als ein besonders im Süden unregelmäßiges Gebiet in einer Länge von 59 Kilometern und einer größten Breite von 18 Kilometern von der mittleren Schwäbischen Alb bis in das Bodenseegebiet. Der nördlichste Punkt bei Haidkapelle auf der Gemarkung Trochtelfingen lag 14 Kilometer südlich der Stadt Reutlingen, der südlichste – von der Exklave Achberg abgesehen – bei Höllsteig (heute Gemeinde Owingen) auf der Gemarkung Oberndorf (heute Gemeinde Herdwangen-Schönach) acht Kilometer nördlich von Überlingen. Nicht ganz 80 km² entfielen auf Exklaven, im Osten Langenenslingen mit Billafingen auf württembergischem, gegen Süden die Teilgemeinde Tautenbronn auf badischem, gegen Westen Beuron und Bärenthal zwischen württembergischen und badischen, Thalheim, Tiergarten und Igelswies auf badischem Gebiet. Die Exklave Achberg lag acht Kilometer nördlich von Lindau auf der Grenze von württembergischem und bayerischem Gebiet. Vom Kreis umschlossen waren im Norden die württembergische Exklave Mägerkingen mit Bronnen, Hausen an der Lauchert und Mariaberg, im Süden Jettkofen, Wirnsweiler sowie die badischen Orte Wangen und Dichtenhausen.
An den Kreis grenzten gegen Nordwesten der hohenzollerische Kreis Hechingen, gegen Norden der württembergische Kreis Reutlingen, gegen Osten die württembergische Kreise Münsingen und Saulgau, gegen Süden die badischen Kreise Überlingen und Stockach und gegen Westen der württembergische Kreis Balingen.

### Gemeinden vor der Kreisreform

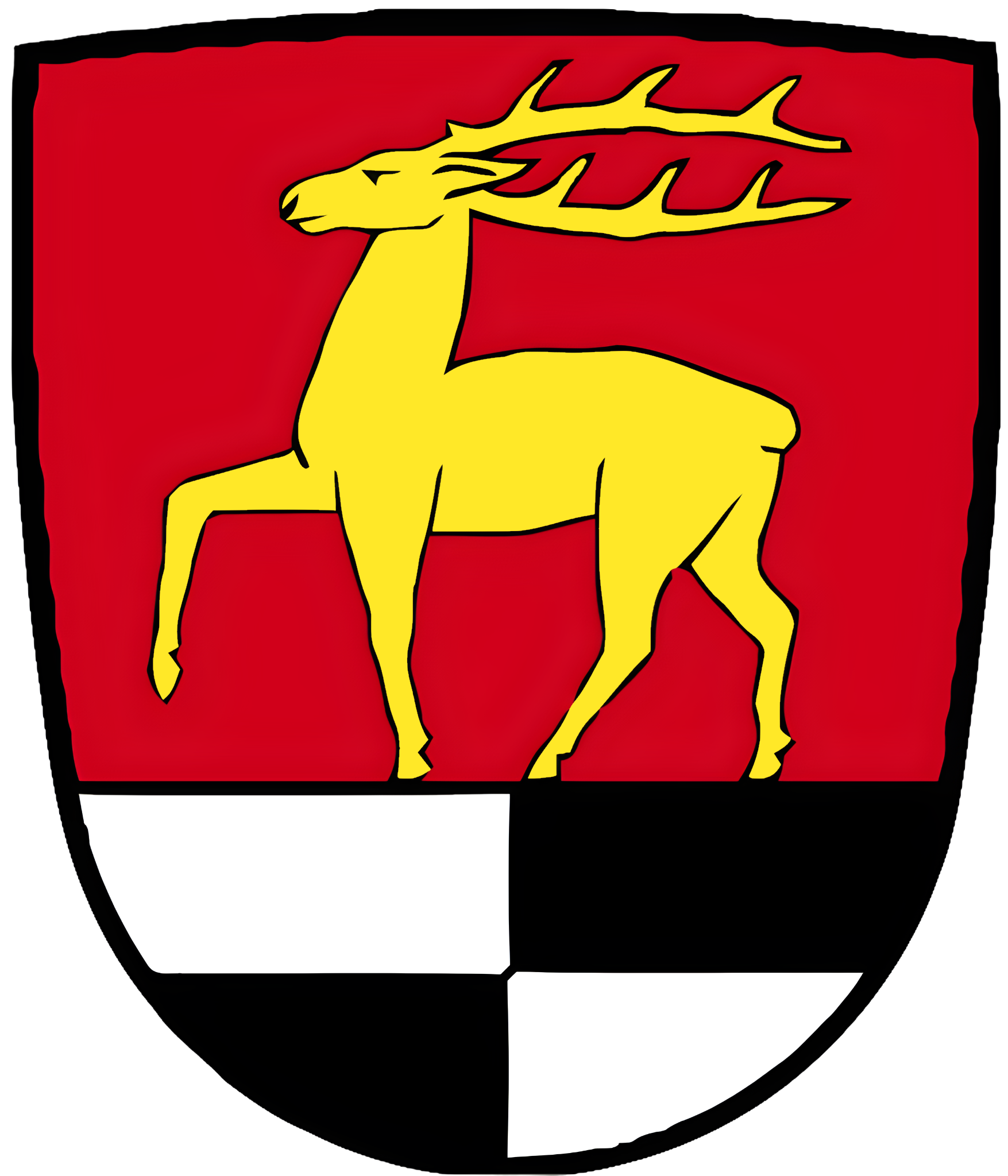
Wappen bis 1972

Vor der Kreisreform in Baden-Württemberg 1973 gehörten zum (alten) Landkreis Sigmaringen seit 1925 insgesamt 74 Gemeinden, darunter 5 Städte.
Am 7. März 1968 stellte der Landtag von Baden-Württemberg die Weichen für eine Gemeindereform. Mit dem Gesetz zur Stärkung der Verwaltungskraft kleinerer Gemeinden war es möglich, dass sich kleinere Gemeinden freiwillig zu größeren Gemeinden vereinigen konnten. Den Anfang im alten Landkreis Sigmaringen machte am 1. Januar 1969 die Gemeinde Burgau, die in die Gemeinde Dürmentingen eingegliedert wurde und dadurch zum Landkreis Biberach wechselte. In der Folgezeit reduzierte sich die Zahl der Gemeinden stetig. Am 1. Januar 1969 hatten auch die Gemeinde Achberg in den Landkreis Wangen und die Gemeinde Gaisweiler in den Landkreis Überlingen gewechselt. Durch die Gemeindereform verlor der bisherige Landkreis Sigmaringen auch weitere Gemeinden. Am 1. Dezember 1971 wurde die Gemeinde Igelswies in die Stadt Meßkirch eingegliedert und wechselte damit zum Landkreis Stockach. Ebenfalls in den Landkreis Stockach wechselte am 1. Januar 1972 die Gemeinde Storzingen, weil sie in die Gemeinde Stetten am kalten Markt eingegliedert wurde. In den Landkreis Reutlingen wechselte am 1. Januar 1972 die Stadt Trochtelfingen.
Die verbliebenen Gemeinden des (alten) Landkreises Sigmaringen gingen am 1. Januar 1973 überwiegend im neuen, vergrößerten Landkreis Sigmaringen auf.
Die größte Gemeinde des alten Landkreises Sigmaringen war die Kreisstadt Sigmaringen. Die kleinste Gemeinde war Burgau.
Der alte Landkreis Sigmaringen umfasste zuletzt eine Fläche von 710 km² und hatte bei der Volkszählung 1970 insgesamt 55.367 Einwohner.
In der Tabelle wird die Einwohnerentwicklung des alten Landkreises Sigmaringen bis 1970 angegeben. Alle Einwohnerzahlen sind Volkszählungsergebnisse.
| Datum              | Einwohner |
| ------------------ | --------- |
| 17. Mai 1939       | 35.106    |
| 13. September 1950 | 41.295    |

| Datum        | Einwohner |
| ------------ | --------- |
| 6. Juni 1961 | 47.623    |
| 27. Mai 1970 | 55.367    |

In der Tabelle stehen die Gemeinden des alten Landkreises Sigmaringen vor der Gemeindereform.
| frühere Gemeinde          | heutige Gemeinde        | heutiger Landkreis | Einwohner am 6. Juni 1961 |
| ------------------------- | ----------------------- | ------------------ | ------------------------- |
| Ablach                    | Krauchenwies            | Sigmaringen        | 0.427                     |
| Achberg                   | Achberg                 | Ravensburg         | 0.743                     |
| Bärenthal                 | Bärenthal               | Tuttlingen         | 0.404                     |
| Benzingen                 | Winterlingen            | Zollernalbkreis    | 0.843                     |
| Beuron                    | Beuron                  | Sigmaringen        | 0.529                     |
| Billafingen               | Langenenslingen         | Biberach           | 0.142                     |
| Bingen                    | Bingen                  | Sigmaringen        | 1.477                     |
| Bittelschieß              | Krauchenwies            | Sigmaringen        | 0.156                     |
| Burgau                    | Dürmentingen            | Biberach           | 0.029                     |
| Deutwang                  | Hohenfels               | Konstanz           | 0.143                     |
| Dietershofen              | Meßkirch                | Sigmaringen        | 0.165                     |
| Einhart                   | Ostrach                 | Sigmaringen        | 0.294                     |
| Ettisweiler               | Krauchenwies            | Sigmaringen        | 0.076                     |
| Feldhausen                | Gammertingen            | Sigmaringen        | 0.320                     |
| Frohnstetten              | Stetten am kalten Markt | Sigmaringen        | 0.900                     |
| Gaisweiler                | Pfullendorf             | Sigmaringen        | 0.104                     |
| Gammertingen, Stadt       | Gammertingen            | Sigmaringen        | 2.032                     |
| Glashütte                 | Wald                    | Sigmaringen        | 0.093                     |
| Habsthal                  | Ostrach                 | Sigmaringen        | 0.220                     |
| Harthausen auf der Scher  | Winterlingen            | Zollernalbkreis    | 0.928                     |
| Harthausen bei Feldhausen | Gammertingen            | Sigmaringen        | 0.222                     |
| Hausen am Andelsbach      | Krauchenwies            | Sigmaringen        | 0.634                     |
| Hermentingen              | Veringenstadt           | Sigmaringen        | 0.197                     |
| Hettingen, Stadt          | Hettingen               | Sigmaringen        | 0.812                     |
| Hippetsweiler             | Wald                    | Sigmaringen        | 0.203                     |
| Hitzkofen                 | Bingen                  | Sigmaringen        | 0.385                     |
| Hochberg                  | Bingen                  | Sigmaringen        | 0.117                     |
| Hornstein                 | Bingen                  | Sigmaringen        | 0.088                     |
| Igelswies                 | Meßkirch                | Sigmaringen        | 0.116                     |
| Inneringen                | Hettingen               | Sigmaringen        | 0.782                     |
| Inzigkofen                | Inzigkofen              | Sigmaringen        | 0.612                     |
| Jungnau                   | Sigmaringen             | Sigmaringen        | 0.656                     |
| Kaiseringen               | Straßberg               | Zollernalbkreis    | 0.303                     |
| Kalkofen                  | Hohenfels               | Konstanz           | 0.310                     |
| Kalkreute                 | Ostrach                 | Sigmaringen        | 0.106                     |
| Kappel                    | Wald                    | Sigmaringen        | 0.101                     |
| Kettenacker               | Gammertingen            | Sigmaringen        | 0.302                     |
| Krauchenwies              | Krauchenwies            | Sigmaringen        | 1.278                     |
| Laiz                      | Sigmaringen             | Sigmaringen        | 1.567                     |
| Langenenslingen           | Langenenslingen         | Biberach           | 0.898                     |
| Levertsweiler             | Ostrach                 | Sigmaringen        | 0.243                     |
| Liggersdorf               | Hohenfels               | Konstanz           | 0.332                     |
| Magenbuch                 | Ostrach                 | Sigmaringen        | 0.281                     |
| Mindersdorf               | Hohenfels               | Konstanz           | 0.305                     |
| Mottschieß                | Pfullendorf             | Sigmaringen        | 0.114                     |
| Neufra                    | Neufra                  | Sigmaringen        | 1.446                     |
| Oberndorf                 | Herdwangen-Schönach     | Sigmaringen        | 0.187                     |
| Oberschmeien              | Sigmaringen             | Sigmaringen        | 0.407                     |
| Ostrach                   | Ostrach                 | Sigmaringen        | 1.501                     |
| Otterswang                | Pfullendorf             | Sigmaringen        | 0.225                     |
| Reischach                 | Wald                    | Sigmaringen        | 0.083                     |
| Rengetsweiler             | Meßkirch                | Sigmaringen        | 0.364                     |
| Riedetsweiler             | Wald                    | Sigmaringen        | 0.085                     |
| Ringgenbach               | Meßkirch                | Sigmaringen        | 0.160                     |
| Rosna                     | Mengen                  | Sigmaringen        | 0.237                     |
| Rothenlachen              | Wald                    | Sigmaringen        | 0.064                     |
| Ruhestetten               | Wald                    | Sigmaringen        | 0.188                     |
| Rulfingen                 | Mengen                  | Sigmaringen        | 0.774                     |
| Selgetsweiler             | Hohenfels               | Konstanz           | 0.109                     |
| Sigmaringen, Stadt        | Sigmaringen             | Sigmaringen        | 9.345                     |
| Sigmaringendorf           | Sigmaringendorf         | Sigmaringen        | 3.005                     |
| Spöck                     | Ostrach                 | Sigmaringen        | 0.104                     |
| Steinhilben               | Trochtelfingen          | Reutlingen         | 0.728                     |
| Storzingen                | Stetten am kalten Markt | Sigmaringen        | 0.353                     |
| Straßberg                 | Straßberg               | Zollernalbkreis    | 1.607                     |
| Tafertsweiler             | Ostrach                 | Sigmaringen        | 0.373                     |
| Thalheim                  | Leibertingen            | Sigmaringen        | 0.457                     |
| Trochtelfingen, Stadt     | Trochtelfingen          | Reutlingen         | 1.773                     |
| Unterschmeien             | Sigmaringen             | Sigmaringen        | 0.123                     |
| Veringendorf              | Veringenstadt           | Sigmaringen        | 0.459                     |
| Veringenstadt, Stadt      | Veringenstadt           | Sigmaringen        | 1.322                     |
| Vilsingen                 | Inzigkofen              | Sigmaringen        | 0.762                     |
| Walbertsweiler            | Wald                    | Sigmaringen        | 0.354                     |
| Wald                      | Wald                    | Sigmaringen        | 0.759                     |

## Fauna
Zu den ausgestorbenen Tierarten im Landkreis Sigmaringen zählt der Wolf. Der letzte Wolf der Region wurde am 18. Januar 1831 bei Gauselfingen erlegt, nachdem er im Juni 1830 in Pferche bei Kettenacker, Harthausen und Feldhausen eingebrochen war und drei Schafe gerissen hatte. Das Tierpräparat, von der Bevölkerung „Isegrim“ genannt, befindet sich im „Hubertussaal“ auf Schloss Sigmaringen.
Ein anderes ausgerottetes Raubtier ist der Luchs. Armin Hafner, bekannt als Donautalguide, ist einer der wenigen, die dieses Tier mit eigenen Augen gesehen haben, im August 2005 „auf dem Ansitz“, wie er erzählt. Im darauf folgenden schneereichen Winter wurde der Donau-Luchs mehrfach gesichtet und bei Dunkelheit mit einer Infrarot-Kamera fotografiert – als er sich über ein erlegtes Reh hermachte. Ob es sich um einen Kuder (männliches Tier) oder eine Kätzin handelte, konnten die Experten nicht feststellen. Auch das Alter liegt im Dunkeln, ebenso die Herkunft. Doch seit Herbst 2006 ist der Luchs abgetaucht. Ein erster und zweiter genetischer Vergleich zwischen dem Kadaver des am 1. Januar 2007 auf der Bundesautobahn 8 bei Laichingen – rund 50 Kilometer entfernt – überfahrenen Tier und Kotspuren von der Donau hat den Verdacht bisher nicht bestätigt.
Der einst ausgerottet Biber befindet sich wieder auf dem Vormarsch, er wurde 1998 erstmals im Naturschutzgebiet „Blochinger Sandwinkel“ bei Mengen wieder gesichtet. Intensive Jagd und Lebensraumzerstörung sorgten dafür, dass 1834 an Donau und Iller bei Ulm die letzten Tiere in Baden-Württemberg gesichtet wurden. Markante Spuren der scheuen Tiere finden sich seitdem an den Donauzuflüsse Ablach (Krauchenwieser Seenplatte), Ostrach (Pfrunger-Burgweiler Ried) und Schmeie (Donaumündung), sowie an der Donau selbst. Reviere sind in Inzigkofen, Gutenstein und bei St. Maurus verzeichnet. Schätzte man im April 2010, dass es im Landkreis Sigmaringen etwa 30 Biberreviere mit jeweils drei bis vier Tieren gab, so dass man von etwa 120 Bibern ausgehen konnte, so kam man im Mai 2015 schon auf die Zahl von rund 300 Bibern.
Der Gänsegeier, der bis ins 18. Jahrhundert heimisch war und danach ausgerottet wurde, wurde in den vergangenen Jahren immer mal wieder im Donautal gesichtet.

## Kfz-Kennzeichen
Am 1. Juli 1956 wurde dem Landkreis bei der Einführung der bis heute gültigen Kfz-Kennzeichen das Unterscheidungszeichen SIG zugewiesen. Es wird durchgängig bis heute ausgegeben.
Bis in die 1990er Jahre erhielten Fahrzeuge aus dem Altkreis Saulgau Kennzeichen mit den Buchstabenpaaren SC bis ZZ und den Zahlen von 1 bis 999.
Am 27. Juli 2020 wurde vom Kreistag des Landkreises Sigmaringen die Wiedereinführung der Altkennzeichen SLG (Saulgau), ÜB (Überlingen) und STO (Stockach) beschlossen. Die Kennzeichen der Altkreise werden seit dem 1. März 2021 ausgegeben.